# سیارک ۱۳۰۳
سیارک ۱۳۰۳ (به انگلیسی: 1303 Luthera، نامگذاری:1928FP) هزار و سیصد و سومین سیارک کشف شده‌است که در ۱۶ مارس ۱۹۲۸ کشف شد.
قدر مطلق سیارک برابر ۹٫۰۰ است.